# Friederike Bognár

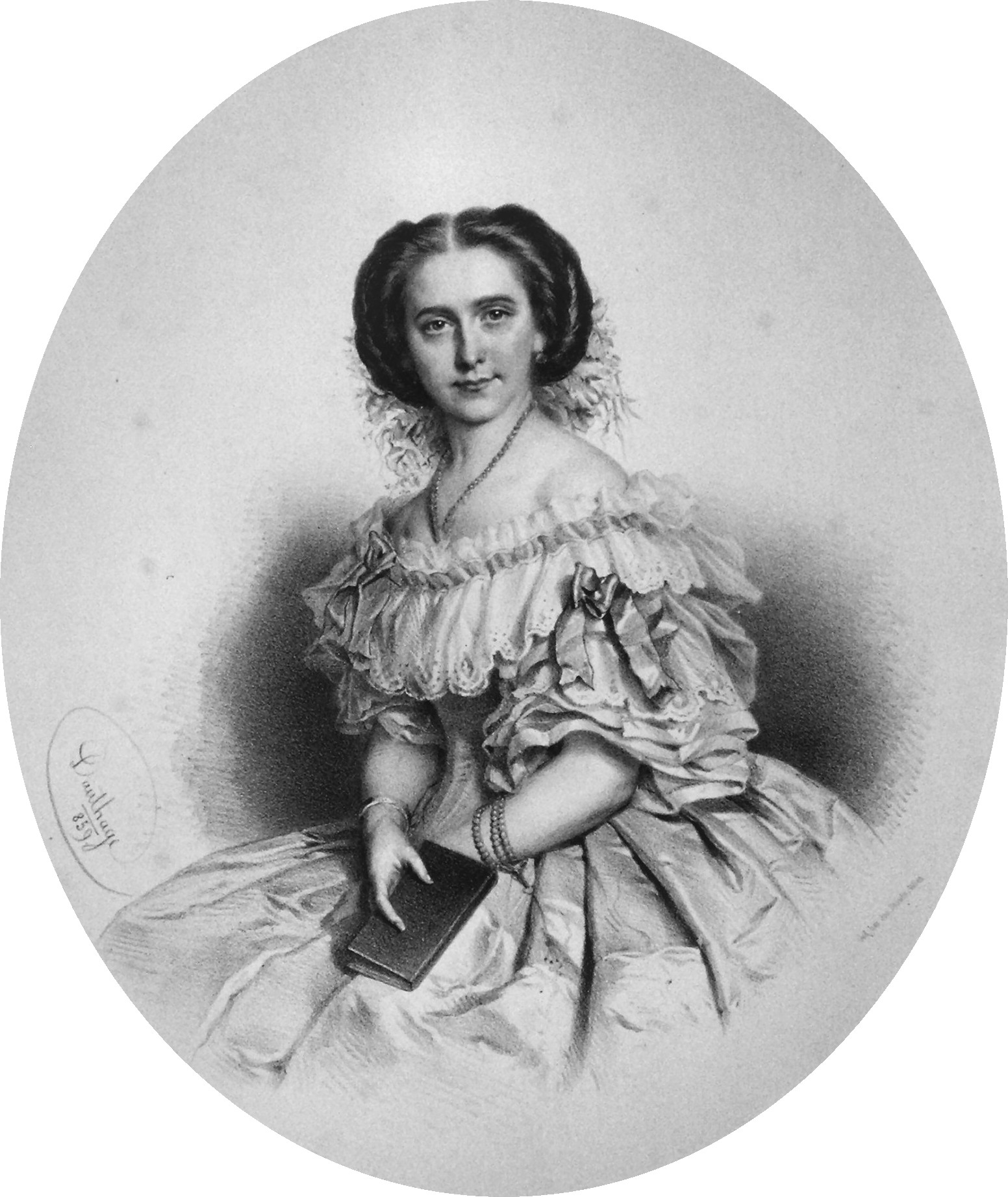
Friederike Bognar, 1859, Lithographie von Adolf Dauthage

Friederike Bognár (* 16. Februar 1840 in Gotha; † 6. März 1914 in Wien) war eine deutsch-österreichische Schauspielerin.

## Familie
Bognár war die Tochter des Kammersängers Ignaz Bognár. Ihre Mutter, die Schauspielern Anna Bognár, war am Stadttheater im ungarischen Buda engagiert. Mit ihrer Mutter und ihrer Schwester hielt sie sich von 1844 bis 1845 in Olmütz auf und kam 1846 ans Ständetheater nach Prag, wo sie bis 1850 lebte. Sie wurde zunächst von ihren Eltern unterrichtet. Auch ihre Tante die Sängerin und Primadonna Magdalena Behrendt-Brandt hielt sich zu dieser Zeit in Prag auf. Dort war sie erstmals öffentlich auf der Bühne zu sehen.
Ihre jüngere Schwester Henriette (18. Dezember 1840 – 5. Juni 1905) wurde 1854/1855 als Erste Soubrette am Stadttheater Landshut engagiert. Sie war seit 1861 mit dem Bankier Viktor Alexander von Erlanger verheiratet, mit dem sie mindestens zwei Töchter und zwei Söhne hatte (Ludwig, Adolfine, Ida Helene und Victor Raphael Matheo).
Ihr Vater Ignaz Bognar [Ignácz von Bognár] (18. März 1810 – 1. November 1883) war zunächst als Tenor aktiv, er musste aufgrund von Stimmproblemen seinen Beruf als Sänger aufgeben und arbeitete bis 1862 als Kapellmeister, Gesangslehrer und Komponist. Er hatte aus seiner zweiten Ehe mit der Schauspielerin Julie Miskolczi eine Tochter, die Sopranistin Vilma (Wilma) Bognár-Balász (1845–1904). Vilma heiratete den Schriftsteller und Zeitungsredakteur Alexander von Balász.

## Erste Auftritte
In dem Stück Kean, ou désordre et génie (Kean oder Unordnung und Genie) von Alexandre Dumas spielte sie die Rolle eines Seiltanzenden Jungen und in Heirat durch das Wochenblatt einen Jockey. Da sie großes schauspielerisches Talent zeigte, machte sie später Studien bei ihrer Tante in München, die sie zu einer Opernsängerin ausbilden lassen wollte. Musikalisch wurde sie in Prag durch ihren Onkel dem Komponisten Karl Josef Haber oder Charles Joseph Habern unterrichtet, der am dortigen Konservatorium für Musik als Klavierlehrer wirkte und in der Schauspielkunst wurde sie von der Hofschauspielerin Marie Denker unterwiesen. Für eine ihrer ersten Rollen wurde Bognár von ihrem Onkel zu Margarete Binder gebracht, die mit ihr eine Kinderrolle für Der Unbedeutende einstudierte, weil man für das Gastspiel in Prag ein Kind suchte. Als Lohn erhielt sie von Johann Nestroy ein feines Kleid, einige Süßigkeiten und 25 fl. im Silber. Sie betrieb fleißig Musikstudien, die auch bei Johann Friedrich Kittl, dem Direktor des Konservatorium, auf Interesse stießen. Bognár komponierte eine Phantasie über Kittls Franzosenmarsch.
1856 spielte sie die Bertha in dem Lustspiel Am Klavier von Moritz Grandjean (1821–1885) im Fach der naiven Liebhaberinnen und nahm ein Engagement am Aktientheater in Zürich an. Es folgten Auftritte in Frankfurt am Main und 1857 beim Stadttheater Hamburg.

## Wiener Theaterjahre
Am 16. August 1858 wurde Bognár von Heinrich Laube an das Wiener Hofburgtheater geholt, der sie als erste jugendliche Liebhaberin engagierte. Im Jahr 1864 wurde sie zur „Hofschauspielerin auf Lebenszeit“ ernannt zur. Sie war viele Jahre hindurch dort sehr erfolgreich, doch als sie anstrebte von den jugendlichen Rollen in das Fach der tragischen Heldinnen zu wechseln kam es zu Konflikten mit Franz von Dingelstedt, der seit Dezember 1870 das Hofburgtheater leitete und ihr den Übergang in das ältere Fach nicht gestatten wollte. Sie erhielt im Dezember 1872 ihre Entlassung und trat auf unterschiedlichen großen deutschen Bühnen auf. Sie spielte in den Jahren von 1862 bis 1888 mehrmals in Prag und wurde von Angelo Neumann am Deutschen Landestheater engagiert, um dort die Rollen von Heldenmüttern und Anstandsdamen zu besetzen. Es kam 1888 in Prag zu Zwischenfällen, so dass sie an das Deutsche Theater nach Berlin wechselte. Am 31. Oktober 1891 beendete sie am Deutschen Volkstheater in Wien als Frau Wernhardt in dem Schauspiel Irma von Adam Müller-Guttenbrunn endgültig ihre Karriere. Bognár war zuletzt dort seit Dezember 1890 in den Rollen der Frau Alving in Gespenster von Henrik Ibsens und 1891 die Gertrud Stauffacher in Friedrich Schillers Wilhelm Tell oder Margarethe von Österreich in König Ottokars Glück und Ende von Franz Grillparzer. In dieser Rolle war sie unter anderem am 17. Januar 1891 in der Gedächtnisvorstellung zum 100. Geburtstag des Dichters zu sehen. Nach ihrem Karriereende lebte Bognár in Wien, wo sie dramatischen Unterricht erteilte, sie blieb unvermählt.

## Rollen (Auswahl)

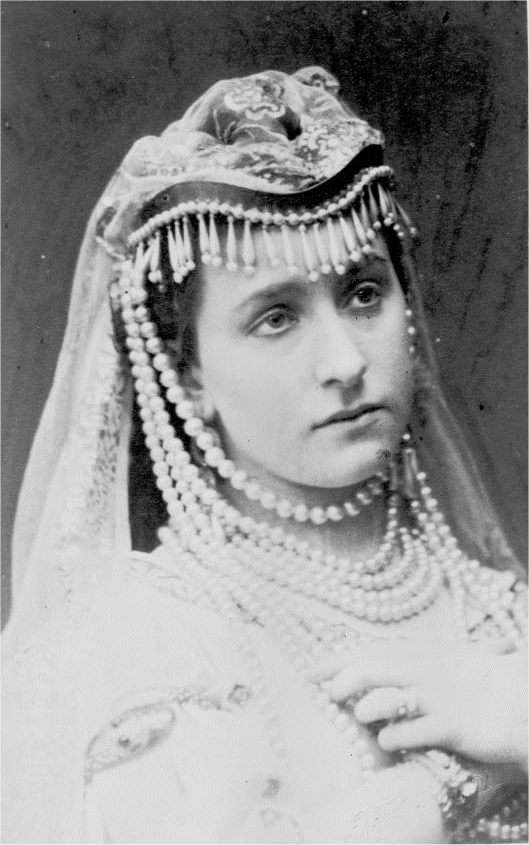
Friederike Bognár als Esther (Foto: Fritz Luckhardt)

Ihr Repertoire umfasste Hauptrollen als Liebhaberin, Heroin und Salondame
- Agnes in Agnes Bernauer
- Amalie in Die Räuber
- Deborah in Deborah
- Gretchen in Faust. Eine Tragödie.
- Hero in Viel Lärm um nichts
- Judith in Judith
- Kriemhild in Die Niebelungen
- Lady in Tartuffe
- Margarete in Erzählungen der Königin von Navarra
- Marguerite in Dame mit den Kamelien
- Maria Stuart in Maria Stuart
- Phädra in Phèdre
- Sappho in Sappho

Weitere Rollen in
- Kabale und Liebe, Die Verschwörung des Fiesco zu Genua, Clavigo, Wallensteins Tod …